# Джейсон Судейкіс
Деніел Джейсон Судейкіс (англ. Daniel Jason Sudeikis [/sʊˈdeɪkɪs/]; нар. 18 вересня 1975) — американський актор, диктор, сценарист та комік. Номінант кількох глядацьких премій: Teen Choice Awards, People's Choice Awards, MTV Movie & TV Awards та інших.

## Кар'єра
Джейсон Судейкіс почав сценічну кар'єру з комедійної імпровізації, а першу популярність здобув як творець скетчів для успішного телешоу «Суботнього вечора в прямому ефірі». Крім того, Судейкіс знімався в ситкомі Тіни Фей «Студія 30», комедії Джоді Гілл і Девіда Гордона Гріна «На дні», кінострічці Боббі Фарреллі «Безшлюбний тиждень», фільмі Сета Гордона «Нестерпні боси», а також комедії Роусона Маршалла Тербера «Ми — Міллери».

## Фільмографія

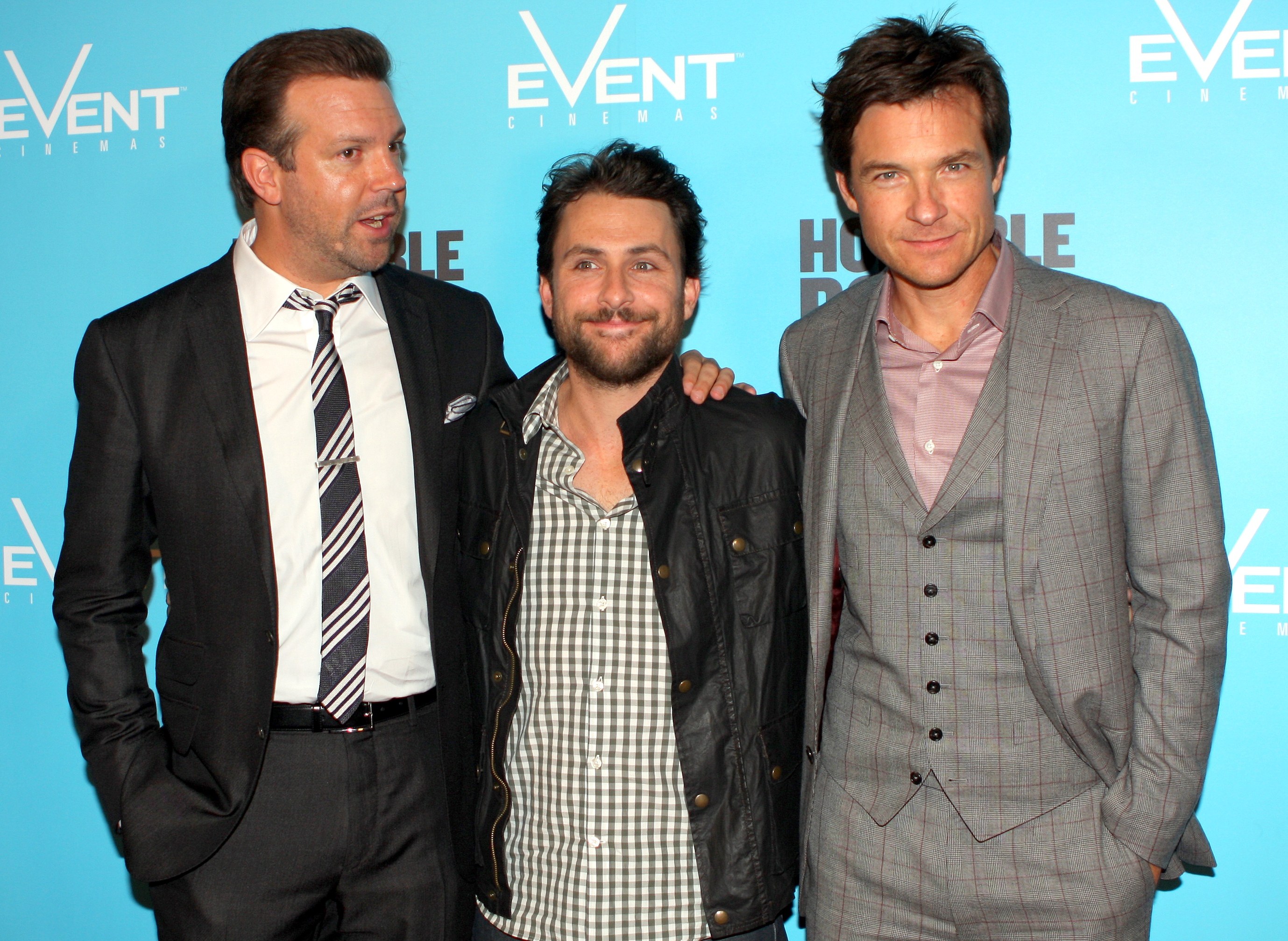
З Чарлі Деєм і Джейсоном Бейтманом на прем'єрі «Нестерпних босів» у 2011 році

### Фільми
| Рік  |    | Українська назва                | Оригінальна назва          | Роль                           |
| ---- | -- | ------------------------------- | -------------------------- | ------------------------------ |
| 2007 | ф  | Десять заповідей                | The Ten                    | Тоні                           |
| 2007 | ф  | Надивившись детективів          | Watching the Detectives    | Джонатан                       |
| 2007 | ф  | Привіт, Білл!                   | Meet Bill                  | Джим Вітмен                    |
| 2008 | ф  | Голий барабанщик                | The Rocker                 | Девід Маршалл                  |
| 2008 | ф  | Напівпрофесіонал                | Semi-Pro                   | фанат начо                     |
| 2008 | ф  | Одного разу у Вегасі            | What Happens in Vegas      | Мейсон                         |
| 2010 | ф  | Полювання на колишню            | The Bounty Hunter          | Стюарт                         |
| 2010 | ф  | На відстані кохання             | Going the Distance         | Бокс                           |
| 2011 | ф  | Безшлюбний тиждень              | Hall Pass                  | Фред                           |
| 2011 | ф  | Стара добра оргія               | A Good Old Fashioned Orgy  | Ерік                           |
| 2011 | ф  | Нестерпні боси                  | Horrible Bosses            | Курт Бакман                    |
| 2012 | ф  | Брудна кампанія за чесні вибори | The Campaign               | Мітч                           |
| 2013 | ф  | Movie 43                        | Movie 43                   | Бетмен                         |
| 2013 | ф  | П'яні приятелі                  | Drinking Buddies           | Джен Дентлер                   |
| 2013 | мф | Епік                            | Epic                       | професор Бомба (озвучення)     |
| 2013 | ф  | Ми — Міллери                    | We're the Millers          | Девід                          |
| 2014 | ф  | Нестерпні боси 2                | Horrible Bosses 2          | Курт Бакман                    |
| 2015 | ф  | Любов без зобов'язань           | Sleeping With Other People | Джейк                          |
| 2015 | ф  | Застарілий                      | Tumbledown                 | Ендрю                          |
| 2016 | ф  | Сила волі                       | Race                       | Ларрі Снайдер                  |
| 2016 | ф  | Нестерпні леді                  | Mother's Day               | Бредлі                         |
| 2016 | мф | Angry Birds у кіно              | Angry Birds Movie          | Ред (озвучення)                |
| 2016 | ф  | Бунтівники                      | Masterminds                | Майк                           |
| 2016 | ф  | Книга кохання                   | The Book of Love           | Генрі                          |
| 2016 | ф  | Моя дівчина — монстр            | Colossal                   | Олівер                         |
| 2017 | ф  | Дозвіл                          | Permission                 | Гленн                          |
| 2017 | ф  | Зменшення                       | Downsizing                 | Дейв Джонсон                   |
| 2018 | ф  | Кодахром                        | Kodachrome                 | Метт Райдер                    |
| 2019 | ф  | Тачка на мільйон                | Driven                     | Джим Хоффман                   |
| 2018 | мф | Наступне покоління              | Next Gen                   | Джастін Пін / Арес (озвучення) |
| 2019 | ф  |                                 | Booksmart                  | Джордан Браун                  |
| 2019 | мф | Angry Birds у кіно 2            | Angry Birds Movie 2        | Ред (озвучення)                |
| 2021 | ф  |                                 | South of Heaven            | Джиммі Рей                     |
|      | мф | Angry Birds у кіно 3            | Angry Birds Movie 3        | Ред (озвучення)                |

### Телебачення
| Рік       |    | Українська назва                  | Оригінальна назва                 | Роль                                                            |
| --------- | -- | --------------------------------- | --------------------------------- | --------------------------------------------------------------- |
| 1997      | тф |                                   | Alien Avengers II                 | Честер                                                          |
| 2003—2021 | с  | Суботнього вечора в прямому ефірі | Saturday Night Live               | різні ролі (174 епізоди)                                        |
| 2007—2010 | с  | 30 потрясінь                      | 30 Rock                           | Флойд (12 епізодів)                                             |
| 2008      | с  | Дитяча лікарня                    | Childrens 'Hospital               | доктор Роберт (2 епізоди)                                       |
| 2009—2013 | мс | Шоу Клівленда                     | The Cleveland Show                | Холт Рітчер / Террі Кімпл (82 епізоди)                          |
| 2010—2011 | с  | У Філадельфії завжди сонячно      | It's Always Sunny in Philadelphia | Пітер "Шмітті" Шмідт (2 епізоди)                                |
| 2012—2013 | с  |                                   | Eastbound & Down                  | Шейн Джеральд / Коул Джеральд (6 епізодів)                      |
| 2013      | мс | Робоцип                           | Robot Chicken                     | Бадц-Мару / Фермер Смурф (Епізод: "Papercut to Aorta")          |
| 2015—2018 | с  | Остання людина на землі           | The Last Man on Earth             | Майк Міллер (16 епізодів)                                       |
| 2016      | с  |                                   | Great Minds with Dan Harmon       | Томас Едісон (Епізод: "Thomas Edison")                          |
| 2016—2017 | мс | Син Зорна                         | Son of Zorn                       | Зорн (13 епізодів)                                              |
| 2019      | мс | Губка Боб Квадратні Штани         | SpongeBob SquarePants             | у ролі самого себе (Епізод: "SpongeBob's Big Birthday Blowout") |
| 2019      | с  | Мандалорець                       | The Mandalorian                   | імперський штурмовик (Епізод: "Частина 8: Спасіння")            |
| 2020—2023 | с  | Тед Лассо                         | Ted Lasso                         | Тед Лассо (22 епізоди)                                          |
| 2021      | мс |                                   | Hit-Monkey                        | Брайс Фаулер (9 серій)                                          |

### Відеоігри
| Рік  |    | Українська назва    | Оригінальна назва   | Роль           |
| ---- | -- | ------------------- | ------------------- | -------------- |
| 2008 | вг | Grand Theft Auto IV | Grand Theft Auto IV | Річард Бастіон |